# Blombotten

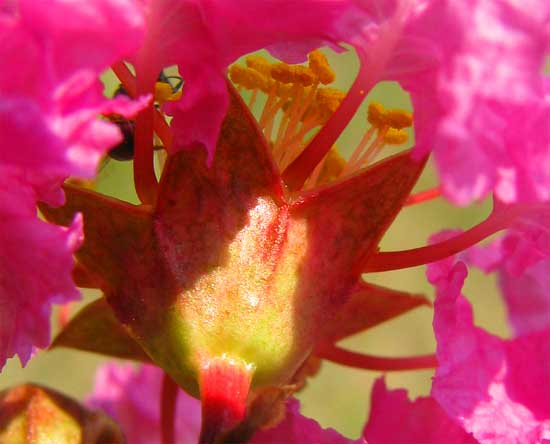
Hypanthium hos lagerströmia (Lagerstroemia indica)

Blombotten eller hypanthium är en skålformad bildning som utgörs av foderblad, kronblad och ståndare som vuxit samman vid basen. Blombottnen är ofta viktig för artbestämning inom växtfamiljer som rosväxter, ripsväxter, ärtväxter och förekommer också hos eukalyptussläktet (Eucalyptus).

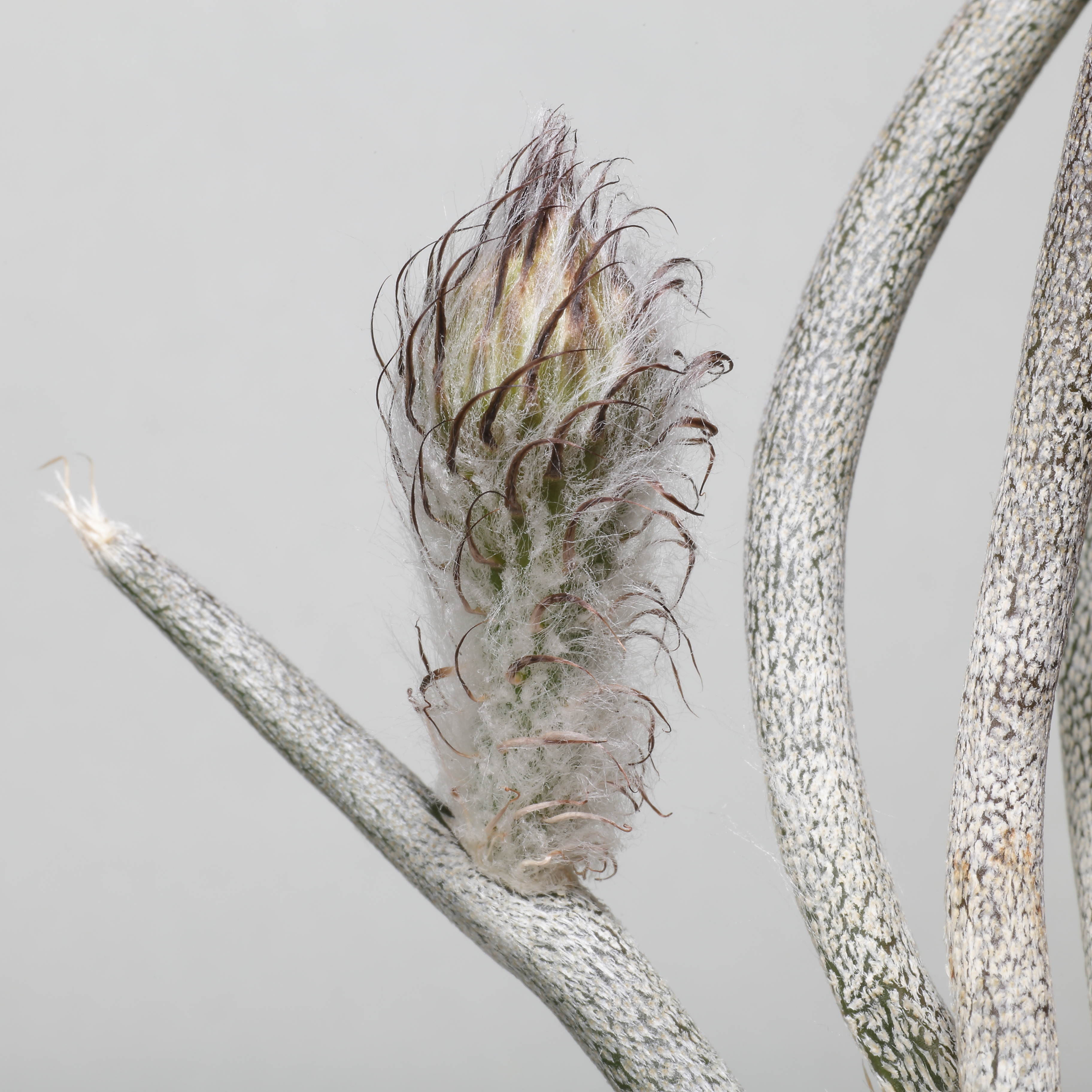
Ett hypanhium täckt med ull och fjäll på en medusakaktus.
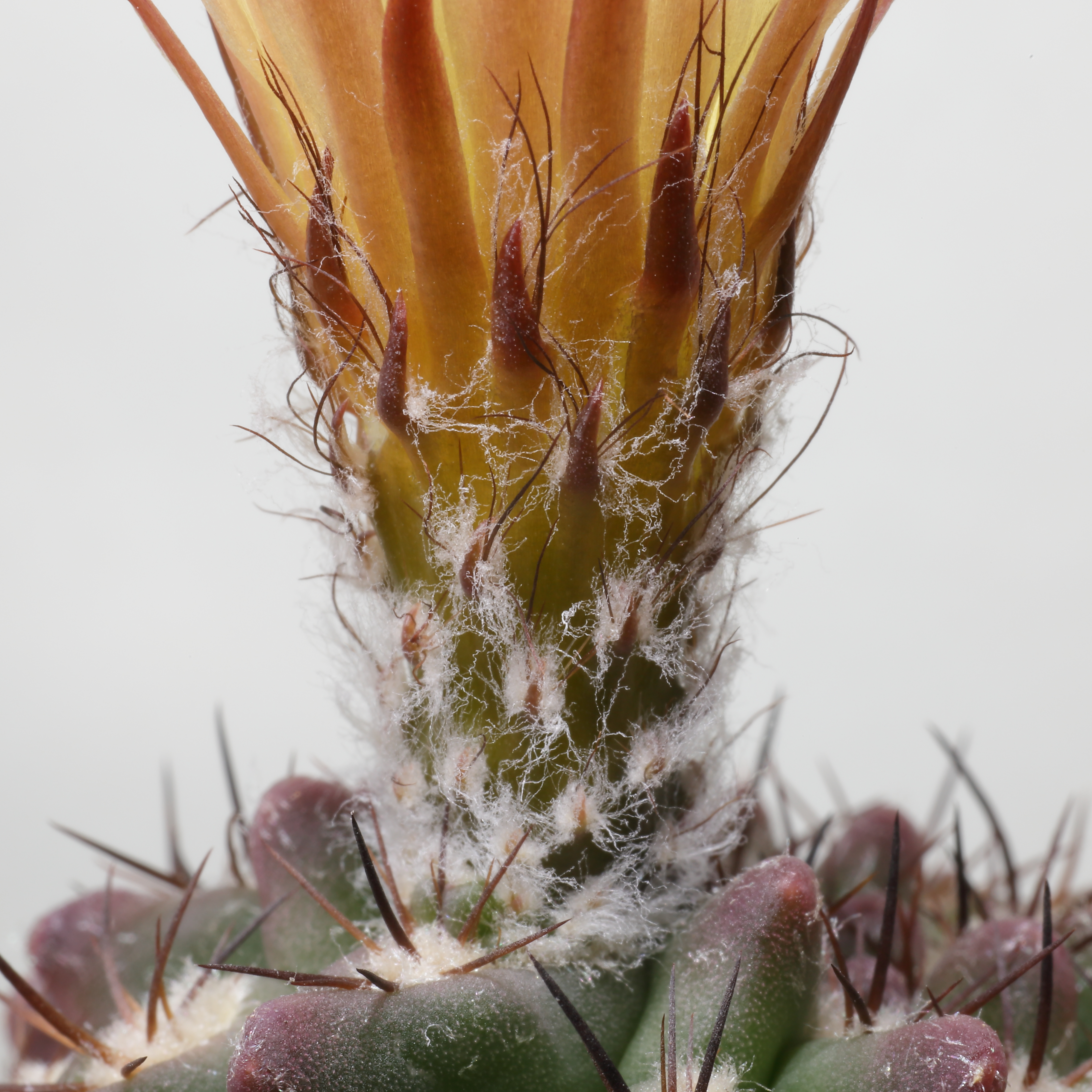
Hypantium på en gömd trattkaktus.